# 蒂芙尼藍

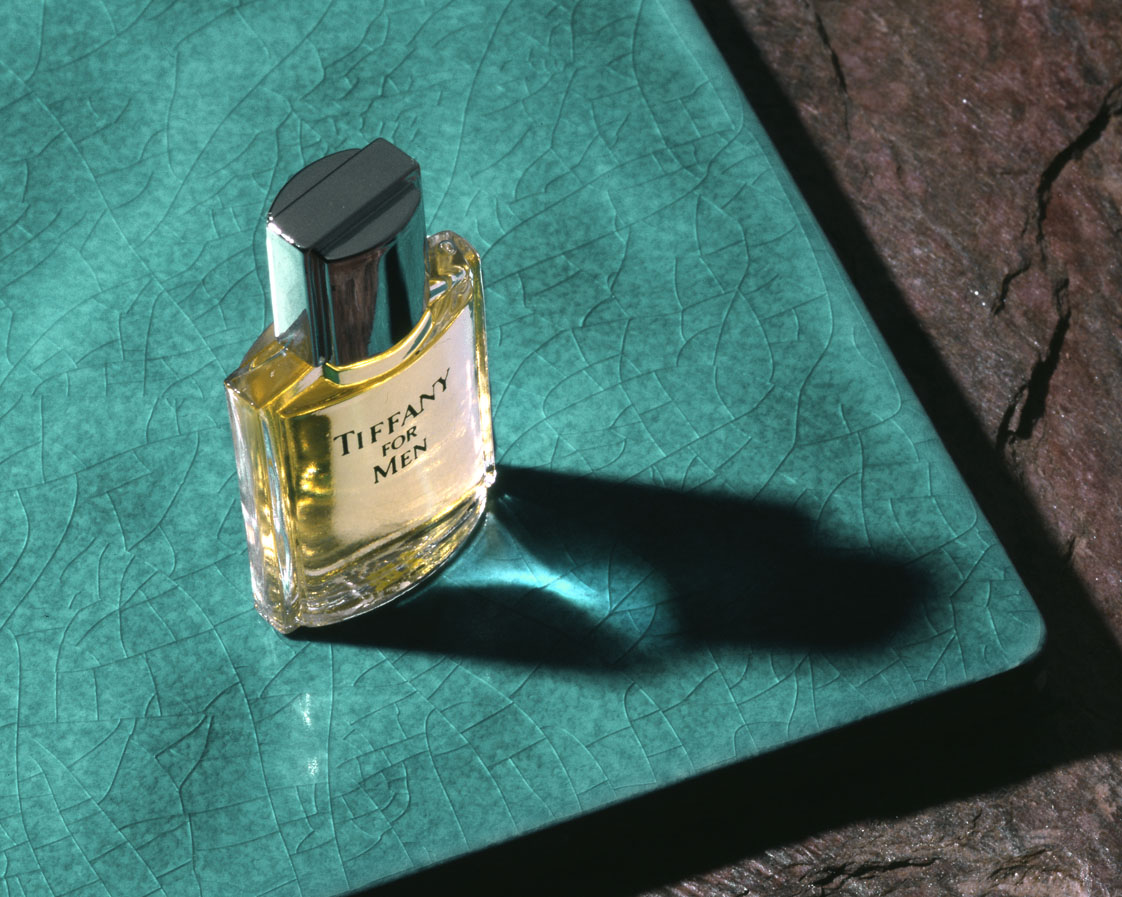
蒂芙尼藍

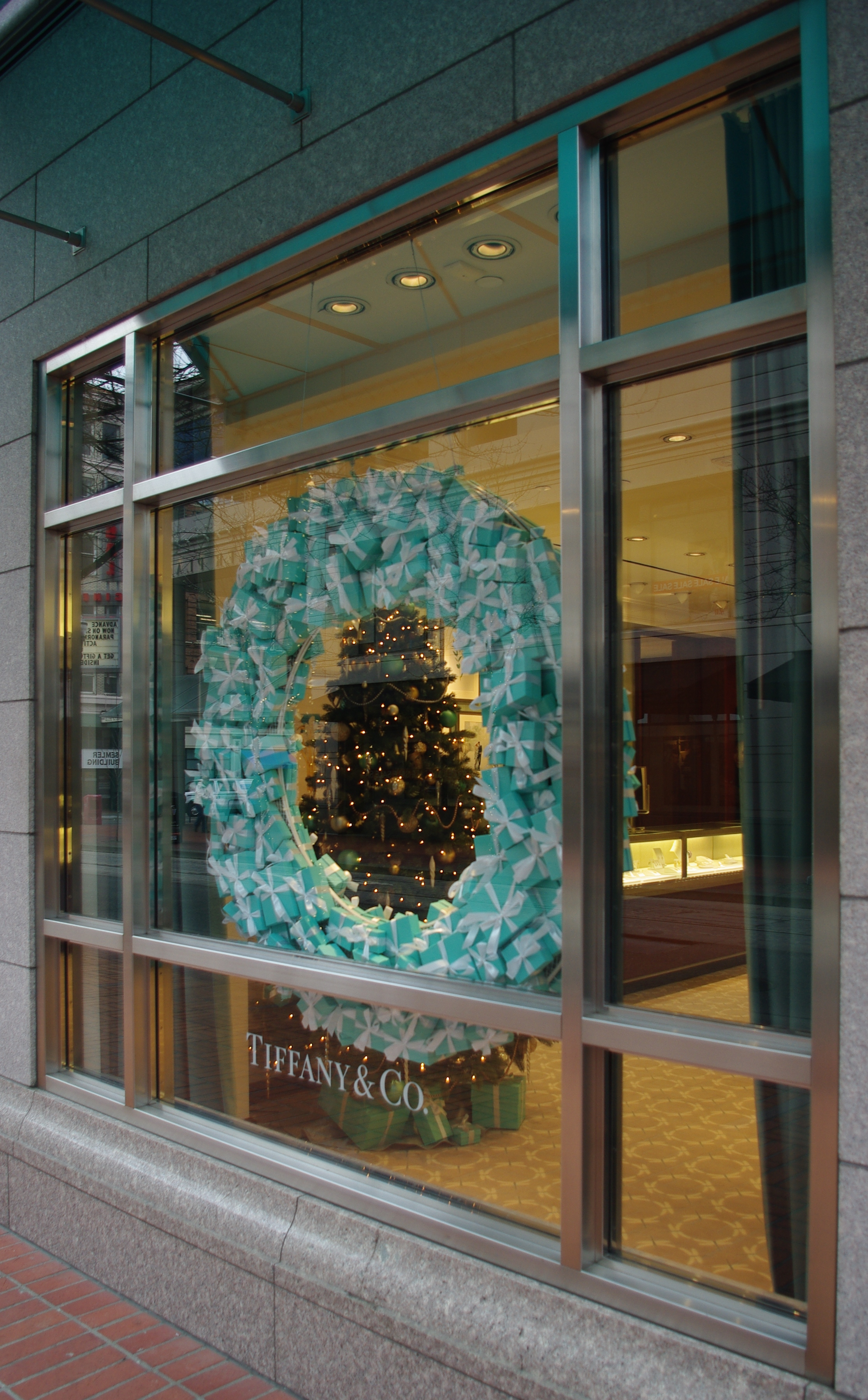
蒂芙尼藍色禮盒（Tiffany blue Box）

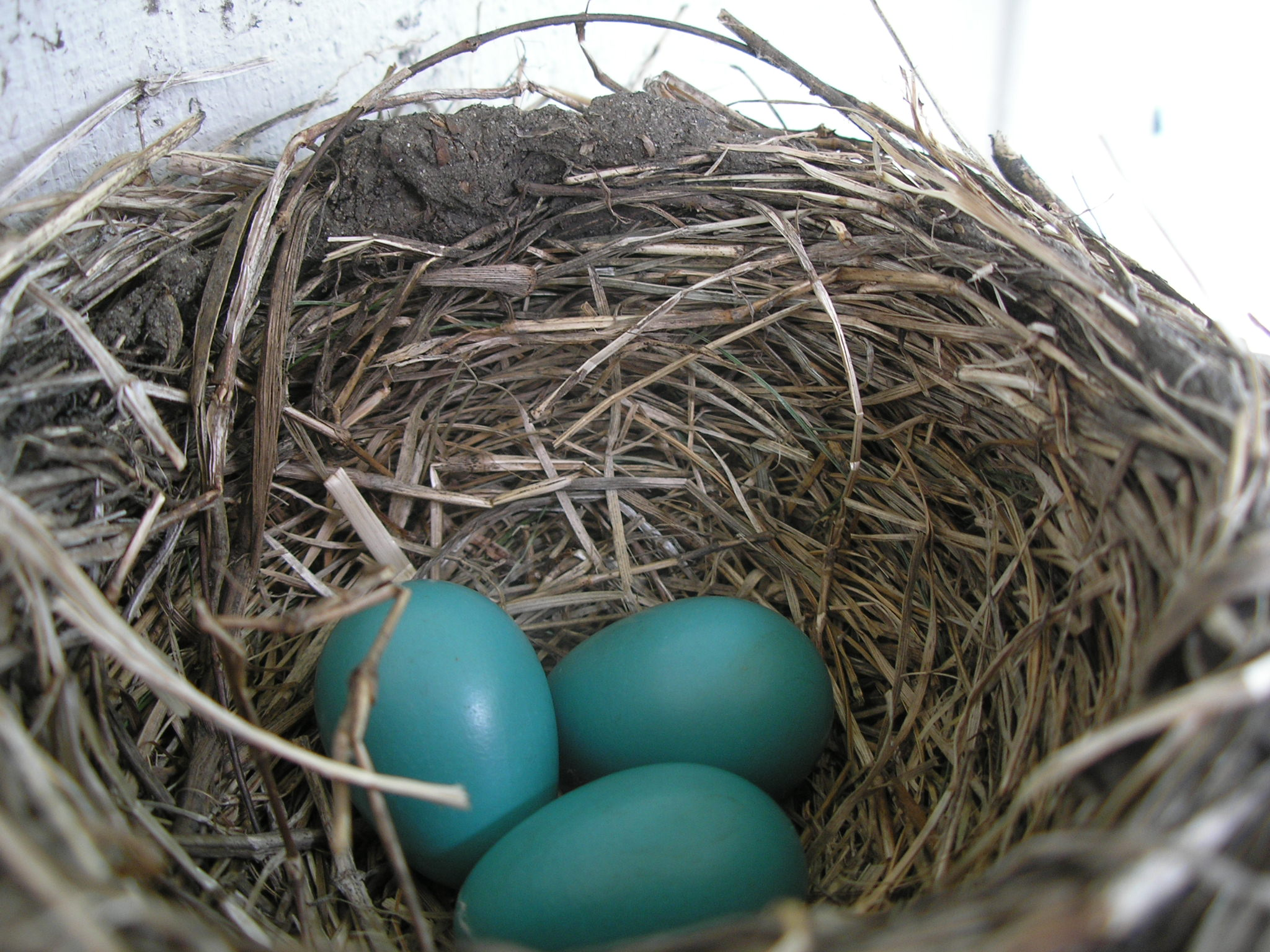
青色的美洲知更鳥蛋

蒂芙尼藍（英語：Tiffany Blue）是紐約珠寶公司蒂芙尼所擁有的顏色俗稱，為較淺的知更鳥蛋青。於1845年時，蒂芙尼公司首次用於蒂芙尼藍書（Tiffany's Blue Book）封面。此後，蒂芙尼公司即將蒂芙尼藍廣泛使用於包含禮盒與袋子等該公司推廣物品的材質上。
蒂芙尼公司在一些地區，包含美國，保護蒂芙尼藍為該公司的顏色商標。
蒂芙尼藍是彩通所製作的客戶私有顏色，顏色編號為 PMS 1837，此一編號來自於蒂芙尼公司創立的年份。由於是一種顏色商標，所以並沒有刊載於彩通匹配系統（Pantone Matching System）色板書中，也不是一種可以自由公開使用於商品中的顏色。

## 外部連結
- （英文）Tiffany & Co. website （页面存档备份，存于）